# Xenotilapia melanogenys
Xenotilapia melanogenys är en fiskart som först beskrevs av Boulenger, 1898.  Xenotilapia melanogenys ingår i släktet Xenotilapia och familjen Cichlidae. IUCN kategoriserar arten globalt som otillräckligt studerad. Inga underarter finns listade i Catalogue of Life.